# Nor (vattendrag)
Nor betecknar ett smalt sund som till exempel förbinder två sjöar, eller en avsmalning av en flod eller en grund vik med smal öppning. Även kan det användas för en lång, smal bäck. Det har även fått en utvidgad betydelse, som gäller det stycke land som ligger intill det avsmalnande sundet. Ordet kommer från germanskans rot nŏra- i betydelsen trång, som även återfinns i engelskans narrow. 
Det förekommer ofta i ortnamn som Noren, Halvarsnoren, Nora, Norsholm och Skällnora. Efternamnet Noreen, ursprungligen Norenius, kommer från Nors församling i Värmland.